# خسوف القمر مايو 2023
سيحدث خسوف شبه قمري للقمر في 5 مايو 2023.

## الرؤية
سيكون مرئيًا تمامًا فوق آسيا وأستراليا، وسيظهر فوق إفريقيا ومعظم أوروبا (بشكل أساسي في أوروبا الشرقية).

## الخسوفات ذات الصلة

### كسوف 2023
- كسوف شمسي هجين في 20 أبريل.
- خسوف شبه للقمر في 5 مايو.
- كسوف حلقي للشمس في 14 أكتوبر.
- خسوف جزئي للقمر في 28 أكتوبر.

### دورة ميتونية
هذا الخسوف هو الأخير من بين أربع خسوفات للقمر في دورة ميتونية في نفس التاريخ، 4-5 مايو، كل منها مفصولة بـ 19 عامًا.

### دورة نصف ساروس
سوف يسبق خسوف القمر خسوف الشمس ويتبعه 9 سنوات و 5.5 أيام (نصف ساروس). يرتبط خسوف القمر هذا بخسوفين حلقيين للشمس من سولار ساروس 148.

## روابط خارجية
- دورة 141